# Glace amorphe de haute densité
 (janvier 2022).
Si vous disposez d'ouvrages ou d'articles de référence ou si vous connaissez des sites web de qualité traitant du thème abordé ici, merci de compléter l'article en donnant les références utiles à sa vérifiabilité et en les liant à la section « Notes et références ».
Pour les articles homonymes, voir HDA.
La glace amorphe de haute densité (ou HDA pour High-density-amorphous) est un type de glace d'eau obtenu à haute pression. La glace HDA fait partie des glaces amorphes. On obtient ce type de glace en comprimant de la glace Ih à 77 kelvins (-196,15 degrés Celsius). Cette glace a une masse volumique égale à 1.17g.cm-3 à pression ambiante, ce qui la rend plus dense que l'eau liquide.